# Laissez-nous respirer
Laissez-nous respirer è il secondo album della giovane cantante Ilona Mitrecey, pubblicato dall'etichetta discografica Sony BMG il 4 dicembre 2006.
L'album è stato promosso dai singoli Laissez-nous respirer e Chiquitas ma non ha ottenuto il successo del precedente disco, arrivando appena al settantesimo posto della classifica degli album francese.
Il disco, che conteneva anche le versioni a acustiche dei precedenti singoli Noël, que du bonheur e del vendutissimo Un monde parfait, è al momento l'ultimo pubblicato dalla cantante a causa degli scarsi risultati.

## Tracce
1. Laissez-nous respirer
2. Chiquitas
3. Sur mes rollers
4. Kid's of the Universe
5. J'ai treize ans
6. Cool Sunset Party
7. On s'adore
8. L'Éléphant blanc
9. Le Tour du monde
10. Dans mon jardin
11. Le Peintre
12. La Vie est belle
13. Noël, que du bonheur (Acoustic version)
14. Un monde parfait (Acoustic version)

## Classifiche
| Classifica (2006) | Posizione raggiunta |
| ----------------- | ------------------- |
| Francia           | 70                  |